# 온혜초등학교 예안분교
온혜초등학교 예안분교는 대한민국 경상북도 안동시 도산면 서부리에 있었던 초등학교이다.

## 연혁
- 1909년 4월 9일 사립 선명학교로 설립
- 1912년 4월 1일 예안공립보통학교(4년제) 개편 (예안군 객사 소재지에 위치)
- 1922년 4월 1일 6년제로 개편
- 1938년 4월 1일 예안공립심상소학교로 개칭
- 1941년 4월 1일 예안공립국민학교로 개칭
- 1963년 5월 1일 부포분교장 개설
- 1974년 7월 1일 도산면 서부리 214-2 지역으로 위치 이전 (기존 교사는 안동댐 공사로 수몰)
- 1976년 3월 29일 신축 교사로 이전
- 1976년 4월 23일 부포분교장 신축 교사로 이전
- 1981년 3월 1일 병설유치원 설립
- 1995년 3월 1일 의일분교장 통폐합
- 1996년 3월 1일 예안초등학교로 개칭
- 1999년 9월 1일 온혜초등학교 예안분교로 편입, 부포분교장은 월곡초등학교로 편입
- 2009년 3월 1일 온혜초등학교로 통합